# إتيربيجني (باد كاليه)
إتيربيجني، باد كاليه (بالفرنسية: Éterpigny, Pas-de-Calais)‏ هي بلدية تقع في إقليم باد كاليه من منطقة نور با دو كاليه في شمال فرنسا. تبلغ مساحة هذه المدينة 3.49 (كم²)، وترتفع عن سطح البحر 28 م، يبلغ عدد سكانها 167 نسمة حسب إحصاء المعهد الوطني للإحصاء والدراسات الاقتصادية سنة 2009 م. وترأس Regis Baes البلدية خلال فترة (2008-2014).